# Kristian Gidlund
Kristian Olof Erik Gidlund, född 21 september 1983 i Borlänge, död 17 september 2013 i Hägerstens församling, var en svensk författare, journalist och musiker. Han spelade trummor i rockbandet Sugarplum Fairy.

## Biografi
Kristian Gidlund föddes och växte upp i Borlänge och bildade rockbandet Sugarplum Fairy tillsammans med bland andra bröderna Victor och Carl Norén i slutet av 1990-talet. Bandet slog igenom med låten Sweet Jackie 2004. År 2009 tog bandet en paus och Gidlund började frilansa som journalist samtidigt som han läste multimedia vid Södertörns högskola. Han var då bosatt i Hägersten i Stockholm. 
År 2011 diagnostiserades Gidlund med cancer i magsäcken. Det blev upprinnelsen till en välbesökt blogg, I kroppen min, med 8 miljoner besök. Han genomgick cellgiftsbehandling men insjuknade åter. År 2013 utgavs hans bok I kroppen min – resan mot livets slut och alltings början (Bokförlaget Forum), delvis baserad på blogginnehållet. Boken och bloggen väckte medial uppmärksamhet och Gidlund figurerade i media där han talade om sin sjukdomsresa och syn på döden.
I juni 2013 öppnade en fotoutställning om Gidlund i Stockholm skapad av fotografen Emma Svensson. Samma månad var han sommarvärd i Sommar i P1.
I september 2013 försämrades hans tillstånd och han avled strax före klockan 15.00 den 17 september 2013, fyra dagar före sin 30-årsdag den 21 september.
I november 2013 gavs Gidlunds avslutande blogginlägg ut postumt i boken I kroppen min – Vägsjäl (Bokförlaget Forum), där också samtliga foton från Emma Svenssons utställning ingår. Kristian Gidlund är begravd på Norra griftegården i Kvarnsveden, Borlänge.